# Scream Aim Fire
Scream Aim Fire är metalbandet Bullet for My Valentines andra studioalbum, utgivet den 28 januari 2008.

## Låtlista
1. "Scream Aim Fire" – 4:26
2. "Eye of the Storm" – 4:04
3. "Hearts Burst Into Fire" – 4:57
4. "Waking the Demon" – 4:08
5. "Disappear" – 4:05
6. "Deliver Us from Evil" – 5:58
7. "Take it Out on Me" – 5:52
8. "Say Goodnight" – 4:43
9. "End of Days" – 4:18
10. "Last to Know" – 3:15
11. "Forever and Always" – 6:46

## Bonusspår
1. "Road To Nowhere" (bonusspår på specialutgåvan) - 4:20
2. "Watching Us Die Tonight" (bonusspår på specialutgåvan) – 3:54
3. "One Good Reason Why" (bonusspår på specialutgåvan) – 4:03
4. "Ashes of The Innocent" (bonusspår på specialutgåvan) – 4:13
5. "No Easy Way Out" (Robert Tepper-cover; bonusspår på japanska utgåvan) – 4:32
6. "Say Goodnight (Acoustic Version)" (bonusspår svenska Itunes) – 3:14